# Kałytynka
Kałytynka (ukr. Калитинка) – wieś na Ukrainie, w obwodzie winnickim, w rejonie szarogrodzkim; nad Murafą.